# Station Ulsberg
Station Ulsberg is een station in Ulsberg, gemeente Rennebu in fylke Trøndelag  in  Noorwegen. Het station ligt aan Dovrebanen.Ulsberg werd in 1921 geopend toen Dovrebanen helemaal in gebruik werd genomen. Het stationsgebouw is een ontwerp van Gudmund Hoel en Jens Flor.
Ulsberg werd in 1989 gesloten voor personenvervoer. Het voormalige station wordt nog wel gebruikt als passeerspoor.